# Meryl Cassie
Meryl Danielle Cassie (* 2. April 1984 in George, Cape Province, Südafrika) ist eine neuseeländische Schauspielerin und Sängerin. Sie ist bekannt für ihre Darstellung der Ebony in der futuristischen Serie The Tribe. Daneben hat sie auch in Xena, Hercules, der neuseeländischen Seifenoper Shortland Street und der Serie Revelations, die von der gleichen Produktionsfirma wie The Tribe produziert wurde, mitgewirkt.

## Leben
Cassie verbrachte ihre ersten drei Lebensjahre in Südafrika, aufgrund von Apartheid emigrierte sie jedoch mit ihrer Familie nach Neuseeland. Mit fünf Jahren begann sie, in Theateraufführungen mitzuspielen. Ihre erste Erfahrung vor der Kamera erwarb sie in What Now?!, einer neuseeländischen Kindershow.
Meryl Cassie ist das jüngste von vier Kindern und hat zwei Nichten und drei Neffen. Sie ist die Schwester der neuseeländischen Sängerin Megan Alatini, die durch Popstars bekannt wurde. Ihr Bruder Miquille ist Musiker und Anwalt, während ihre andere Schwester Monique gelegentlich schauspielert und singt. In Neuseeland ist ihre Showbiz-Familie vor allem für ihre auffallenden Frisuren bekannt – fast alle ihre weiblichen Verwandten tragen Braids, und ihre Mutter besitzt eine Haarsalonkette.
Am 16. September 2006 wurde Cassie zum ersten Mal Mutter. Der Vater ihres Sohnes ist ihr damaliger Lebensgefährte Brendan Watt, ein Rugbyspieler aus Neuseeland.

## Filmografie
- 1995: What Now (Fernsehshow)
- 1998–2003: The Tribe (Fernsehserie)
- 2001: The Big Breakfast (Film)
- 2002: Relevations (Fernsehserie)
- 2004: New Zealand Idol (Fernsehshow)
- 2006: Karaoke Hight (Fernsehshow)
- 2009: Legend of the Seeker (Fernsehserie)
- 2010: The Jono Project (Fernsehserie)

## Musikvideos
- 2000: "You belong to me" (The Tribe Cast)
- 2000: "Abe Messiah" (The Tribe Cast)
- 2000: "This is the place" (The Tribe Cast)
- 2008: "Everything (P-Money)
- 2009: "Angels" (P-Money)